# Cytherea angusta
Cytherea angusta är en tvåvingeart som beskrevs av Paramonov 1930. Cytherea angusta ingår i släktet Cytherea och familjen svävflugor. Inga underarter finns listade i Catalogue of Life.